# Drakprinsen
Drakprinsen (engelska: The Dragon Prince) är en amerikansk-kanadensisk animerad action- och äventyrsserie vars första säsong hade premiär den 14 september 2018. Första säsongen bestod av nio avsnitt. Den femte säsongen också den bestående av nio avsnitt hade premiär på Netflix den 27 juli 2023.

## Handling
Serien utspelar sig i fantasilandet Xadia där alver, drakar och människor lever tillsammans. Serien kretsar kring två mänskliga prinsar och en lönnmördande alv och deras kamp för att skapa fred mellan rikena.

## Rollista i urval
- Jack DeSena - Prince / High Mage Callum
- Paula Burrows - Rayla
- Sasha Rojen - kronprins Ezran
- Jason Simpson - High Mage Viren
- Racquel Belmonte - Claudia
- Jesse Inocalla - Soren